# Charles Paulet, II duca di Bolton
Charles Paulet secondo duca di Bolton (1661 – 21 gennaio 1722) è stato un politico inglese.

## Biografia
Charles Paulet era figlio di Charles Paulet, I duca di Bolton e Mary Scrope, figlia di Emanuel Scrope, I conte di Sunderland. Dal 1675 sino alla sua ascesa al ducato mantenne il titolo di Marchese di Winchester.
Egli fu Lord Luogotenente dell'Hampshire e del Dorset, nonché membro della commissione che stese l'Act of Union 1707; per due mandati fu lord giudice del regno. Egli fu anche Lord Ciambellano e governatore dell'Isola di Wight.
La sua figura viene citata nello scritto di Jonathan Swift dal titolo Remarks on the Characters of the Court of Queen Anne, commentario a Memoirs of the Secret Services di John Macky.

## Matrimonio e figli
Charles si sposò tre volte. La prima volta, il 10 luglio 1679 fu con Margaret Coventrye (14 settembre 1657 – 7 febbraio 1681/1682), figlia di George Coventry, III barone Coventry and Margaret Tufton. Questo matrimonio non produsse eredi.
Il secondo matrimonio si tenne l'8 febbraio 1682/1683 con Frances Ramsden (battezzata il 14 giugno 1661 – 22 novembre 1696), figlia di William Ramsden e di Elizabeth Palmes. La coppia ebbe quattro figli:
- Frances Powlett (m. 1715), sposò John Mordaunt, visconte Mordaunt (m. 1710) nel 1708.
- Charles Powlett, III duca di Bolton (3 settembre 1685 – 26 agosto 1754).
- Harry Powlett, IV duca di Bolton (24 luglio 1691 – 9 ottobre 1759). Sposò Catherine Parry (m. 25 aprile 1744). Il matrimonio produsse diversi figli tra cui Charles Paulet, V duca di Bolton, Harry Paulet, VI duca di Bolton.
  - Mary Powlett.

Il terzo matrimonio, avvenuto nel 1697, fu con Henrietta Crofts (m. 27 febbraio 1729/1730), figlia naturale di James Scott, I duca di Monmouth e di Eleanor Needham. La coppia ebbe un figlio:
- Nassau Powlett (m. 1741). Sposò Isabella Tufton, figlia di Thomas Tufton, VI conte di Thanet e di lady Catherine Cavendish.